# Civilian
Civilian  es el primer álbum debut y álbum de estudio de la banda británica de rock: Boy Kill Boy. Fue lanzado el 22 de mayo del 2006, y llegó al puesto #16 en el UK Album Chart.
El álbum ganó un reconocimiento gracias al sencillo "Suzie".

## Lista de canciones
Todas las canciones escritas y compuestas por Boy Kill Boy. 
| Civilian |                   |          |  |
| N.º      | Título            | Duración |  |
| 1.       | «Back Again»      | 03:06    |  |
| 2.       | «On and On»       | 03:48    |  |
| 3.       | «Suzie»           | 03:19    |  |
| 4.       | «Six Minutes»     | 04:17    |  |
| 5.       | «On My Own»       | 03:26    |  |
| 6.       | «Ivy Parker»      | 04:12    |  |
| 7.       | «Civil SIn»       | 03:55    |  |
| 8.       | «Killer»          | 03:11    |  |
| 9.       | «Friday - Friday» | 02:03    |  |
| 10.      | «Showdown»        | 03:36    |  |
| 11.      | «Shoot Me Down»   | 10:16    |  |
| 45:14    |                   |          |  |

En el sencillo "Shoot Me Down" se incluye la pista oculta titulada "Exit" incluida en el mismo sencillo con duración de 05:37 minutos.

## Personal
Todos los sencillos fueron compuestos por todos los miembros del grupo durante la realización del álbum.
- Chris Peck - vocal, guitarra
- Kevin Chase - bajo
- Peter Carr - teclados
- Shaz Mahmood - batería

### Personal adicional
- John Cornfield - producción, mezclas
- Big Active - dirección de arte
- Markus Karlsson - diseño
- Carina Jirsch - fotografía